# Senticaudata
Senticaudata (лат.) — подотряд ракообразных из отряда бокоплавов (Amphipoda). Включает около 5000 видов, что составляет более 50 % от всего современного разнообразия амфипод. Название Senticaudata происходит от латинского слова sentis (колючка).

## Описание
Подотряд отличается от других бокоплавов наличием жёстких апикальных волосков на первом и втором уроподах (ранее не признанной синапоморфии). Антенна 1 без сложного каллинофора. Антенна 2 без щеточных волосков и удлинённого жгутика у самца. В Senticaudata сосредоточена большая часть мирового разнообразия пресноводных амфипод, в то время как большинство его видов все же являются морскими.

## Классификация
Включает около 5800 видов, 1000 родов и 100 семейств, разделённых на шесть инфраотрядов. Senticaudata была выделена из традиционного подотряда Gammaridea в 2013 году Лоури и Майерсом в рамках процесса реорганизации высшей таксономии амфипод. Теперь в него также входят ранее признаваемые отдельными подотрядами Caprellidea и Corophiidea. К основным надсемействам относятся Gammaroidea, Crangonyctoidea, Talitroidea и Corophioidea. Схема филогенетического древа подотряда и взаимоотношения на нём инфраотрядов выглядит следующим образом: Carangoliopsida+(Talitrida+((Hadziida+Corophiida)+(Bogidiellida+Gammarida))).

### Инфраотряды, надсемейства и семейства
- инфраотряд Bogidiellida
  - надсемейство Bogidielloidea Hertzog, 1936
    -       - семейство Artesiidae Holsinger, 1980
      - семейство Bogidiellidae Hertzog, 1936
      - семейство Salentinellidae Bousfield, 1977
- инфраотряд Carangoliopsida
  - надсемейство Carangoliopsoidea Bousfield, 1977
    -       - семейство Carangoliopsidae Bousfield, 1977
      - семейство Kairosidae Lowry & Myers, 2013
- инфраотряд Corophiida
  - парвотряд Caprellidira
    - надсемейство Aetiopedesoidea  Myers & Lowry, 2003
      - семейство Aetiopedesidae Myers & Lowry, 2003
      - семейство Paragammaropsidae Myers & Lowry, 2003

    - надсемейство Caprelloidea  Leach, 1814
      - семейство Caprellidae Leach, 1814
      - семейство Caprogammaridae Kudrjaschov & Vassilenko, 1966
      - семейство Cyamidae Rafinesque, 1815
      - семейство Dulichiidae Laubitz, 1983
      - семейство Podoceridae Leach, 1814

    - надсемейство Isaeoidea  Dana, 1852
      - семейство Isaeidae Dana, 1852

    - надсемейство Microprotopoidea  Myers & Lowry, 2003
      - семейство Microprotopidae Myers & Lowry, 2003

    - надсемейство Neomegamphoidea  Myers, 1981
      - семейство Neomegamphopidae Myers, 1981
      - семейство Priscomilitaridae Hirayama, 1988

    - надсемейство Photoidea  Boeck, 1871
      - семейство Ischyroceridae Stebbing, 1899
      - семейство Kamakidae Myers & Lowry, 2003
      - семейство Photidae Boeck, 1871

    - надсемейство Rakirooidea  Myers & Lowry, 2003
      - семейство Rakiroidae Myers & Lowry, 2003

  - парвотряд Corophiidira
    - надсемейство Aoroidea  Stebbing, 1899
      - семейство Aoridae Stebbing, 1899
      - семейство Unciolidae Myers & Lowry, 2003

    - надсемейство Cheluroidea  Allman, 1847
      - семейство Cheluridae

    - надсемейство Chevalioidea  Myers & Lowry, 2003
      - семейство Chevaliidae Myers & Lowry, 2003

    - надсемейство Corophioidea  Leach, 1814
      - семейство Ampithoidae Stebbing, 1899 (=Biancolinidae)
      - семейство Corophiidae Leach, 1814
- инфраотряд Gammarida
  - парвотряд Crangonyctidira
    - надсемейство Allocrangonyctoidea  Holsinger, 1989
      - семейство Allocrangonyctidae Holsinger, 1989
      - семейство Crymostygidae Kristjánsson & Svavarsson, 2004
      - семейство Dussartiellidae Lowry & Myers, 2012
      - семейство Kergueleniolidae Lowry & Myers, 2013
      - семейство Pseudoniphargidae Karaman, 1993

    - надсемейство Crangonyctoidea Bousfield, 1973
      - семейство Austroniphargidae Iannilli, Krapp & Ruffo, 2011
      - семейство Chillagoeidae  Lowry & Myers, 2012
      - семейство Crangonyctidae  Bousfield, 1973
      - семейство Giniphargidae  Lowry & Myers, 2012
      - семейство Kotumsaridae  Messouli, Holsinger & Reddy, 2007
      - семейство Neoniphargidae  Bousfield, 1977
      - семейство Niphargidae  Bousfield, 1977
      - семейство Paracrangonyctidae  Bousfield, 1983
      - семейство Paramelitidae  Bousfield, 1977
      - семейство Perthiidae  Williams & Barnard, 1988
      - семейство Pseudocrangonyctidae  Holsinger, 1989
      - семейство Sandroidae  Lowry & Myers, 2012
      - семейство Sternophysingidae  Holsinger, 1992
      - семейство Uronyctidae  Lowry & Myers, 2012

  - парвотряд Gammaridira
    - надсемейство Gammaroidea  Latreille, 1802 (Bousfield, 1977)
      - семейство Acanthogammaridae Garjajeff, 1901
      - семейство Anisogammaridae Bousfield, 1977
      - семейство Baikalogammaridae Kamaltynov, 2002
      - семейство Bathyporeiidae d’Udekem d’Acoz, 2011
      - семейство Behningiellidae Kamaltynov, 2002
      - семейство Carinogammaridae Tachteew, 2001 sensu Kamaltynov, 2010
      - семейство Crypturopodidae Kamaltynov, 2002
      - семейство Eulimnogammaridae Kamaltynov, 1999
      - семейство Falklandellidae Lowry & Myers, 2012
      - семейство Gammaracanthidae Bousfield, 1989
      - семейство Gammarellidae Bousfield, 1977
      - семейство Gammaridae Leach, 1814
      - семейство Iphigenellidae Kamaltynov, 2002
      - семейство Luciobliviidae Tomikawa, 2007
      - семейство Macrohectopidae Sowinsky, 1915
      - семейство Mesogammaridae Bousfield, 1977
      - семейство Micruropodidae Kamaltynov, 1999
      - семейство Ommatogammaridae Kamaltynov, 2010
      - семейство Pachyschesidae Kamaltynov, 1999
      - семейство Pallaseidae Tachteew, 2001
      - семейство Paraleptamphopidae Bousfield, 1983
      - семейство Phreatogammaridae Bousfield, 1983
      - семейство Pontogammaridae Bousfield, 1977
      - семейство Sensonatoridae Lowry & Myers, 2012
      - семейство Typhlogammaridae Bousfield, 1978
- инфраотряд Hadziida
  - надсемейство Calliopioidea Sars, 1895
    - семейство Calliopiidae G.O. Sars, 1893
    - семейство Cheirocratidae d’Udekem d’Acoz, 2010
    - семейство Hornelliidae d’Udekem d’Acoz, 2010
    - семейство Pontogeneiidae Stebbing, 1906

  - надсемейство Hadzioidea  S. Karaman, 1943 (Bousfield, 1983)
    - семейство Crangoweckeliidae Lowry & Myers, 2012
    - семейство Eriopisidae Lowry & Myers, 2013
    - семейство Gammaroporeiidae Bousfield, 1979
    - семейство Hadziidae S. Karaman, 1943
    - семейство Maeridae Krapp-Schickel, 2008
    - семейство Melitidae Bousfield, 1973
    - семейство Metacrangonyctidae Boutin & Missouli, 1988
    - семейство Nuuanuidae Lowry & Myers, 2013

  - надсемейство Magnovioidea Alves, Lowry & Jonsson, 2020
    - семейство Magnovidae Alves, Lowry & Jonsson, 2020[6]
- инфраотряд Talitrida
  - парвотряд Talitridira
    - ?надсемейство Biancolinoidea Barnard, 1972
      - ?семейство Biancolinidae J.L. Barnard, 1972 → Ampithoidae

    - надсемейство Caspicoloidea Birstein, 1945
      - семейство Caspicolidae Birstein, 1945 (1 вид)
        - Caspicola Derzhavin, 1945
          - Caspicola knipovitschi Derzhavin, 1944[7]

    - надсемейство Hyaloidea Bulyčeva, 1957
      - семейство Ceinidae  J.L. Barnard, 1972
      - семейство Chiltoniidae  J.L. Barnard, 1972
      - семейство Dogielinotidae  Gurjanova, 1953
      - семейство Eophliantidae  Sheard, 1936
      - семейство Hyalellidae  Bulycheva, 1957
      - семейство Hyalidae  Bulycheva, 1957
      - семейство Najnidae  J.L. Barnard, 1972
      - семейство Phliantidae  Stebbing, 1899 (=Phliantoidea)
      - семейство Plioplateidae  J.L. Barnard, 1978 (=Pleioplateidae)
      - семейство Temnophliantidae  Griffiths, 1975 (=Temnophliidae)

    - надсемейство Kurioidea Barnard, 1964
      - семейство Kuriidae J.L. Barnard, 1964
      - семейство Tulearidae Ledoyer, 1979

    - надсемейство Talitroidea Rafinesque, 1815
      - семейство Ceinidae J.L. Barnard, 1972
      - семейство Chiltoniidae J.L. Barnard, 1972
      - семейство Dogielinotidae Gurjanova, 1953
      - семейство Eophliantidae Sheard, 1936
      - семейство Hyalellidae Bulycheva, 1957
      - семейство Hyalidae Bulycheva, 1957
      - семейство Najnidae J.L. Barnard, 1972
      - семейство Phliantidae Stebbing, 1899
      - семейство Plioplateidae J.L. Barnard, 1978
      - семейство Talitridae Rafinesque, 1815
      - семейство Temnophliantidae Griffiths, 1975